# Ерменехільдо Елісес
Ерменехільдо Елісес (ісп. Hermenegildo Elices; 28 січня 1914, Сестао — 8 березня 1964, Сестао) — іспанський футболіст, що грав на позиції флангового півзахисника.
Виступав, зокрема, за клуби «Атлетік Більбао» та «Реал Мадрид». Чотириразовий володар Кубка Іспанії. Дворазовий чемпіон Іспанії.

## Ігрова кар'єра
Розпочав грати у футбол у нижчолігових іспанських клубах «Лейона» та «Сестао Спорт». Своєю грою за останню команду привернув увагу представників тренерського штабу клубу «Атлетік Більбао», до складу якого приєднався 1933 року. Відіграв за клуб з Більбао наступні одинадцять сезонів своєї ігрової кар'єри. У складі «Атлетика» був одним з головних бомбардирів команди, маючи середню результативність на рівні 0,35 голу за гру першості. За цей час двічі виборював титул чемпіона Іспанії та двічі національний кубок. Наприкінці громадянської війни в Іспанії він також захищав на правах оренди кольори «Алавеса».
1944 року перейшов до клубу «Реал Мадрид», за який відіграв 4 сезони, вигравши ще двічі Кубок Іспанії. Завершив професійну кар'єру футболіста виступами за «Реал» у 1948 році.
Помер 8 березня 1964 року на 51-му році життя у місті Сестао.

## Титули і досягнення
- Чемпіон Іспанії (2):

«Атлетік Більбао»: 1935–1936, 1942–1943
- Володар Кубка Іспанії (4):

«Атлетік Більбао»: 1943, 1944
«Реал Мадрид»: 1946, 1947